# Alcañizo
Alcañizo ist eine zentralspanische Gemeinde mit 275 Einwohnern (Stand: 2024) in der Provinz Toledo der Region Kastilien-La Mancha.

## Lage und Klima
Alcañizo liegt in der Sierra de Gredos im Westen der historischen Landschaft der La Mancha ca. 80 km (Fahrtstrecke) westnordwestlich der Stadt Toledo in einer Höhe von ca. 375 m. Die Autovía A-5 begrenzt die Gemeinde im Norden.
Das Klima im Winter ist rau, im Sommer dagegen trocken und warm; der Regen fällt überwiegend in den Wintermonaten.

## Bevölkerungsentwicklung
| Jahr      | 1900 | 1970 | 1981 | 1991 | 2001 | 2011 | 2021 |
| Einwohner | 717  | 657  | 457  | 369  | 324  | 327  | 274  |

Die seit den 1950er Jahren zunehmende Mechanisierung der Landwirtschaft und die Aufgabe von bäuerlichen Kleinbetrieben führten auch in der Gemeinde zu einem Kaufkraftschwund und zur Abwanderung eines Teils der Bevölkerung.

## Sehenswürdigkeiten
- Jakobuskirche (Iglesia de Santiago Apóstol)
- Rathaus

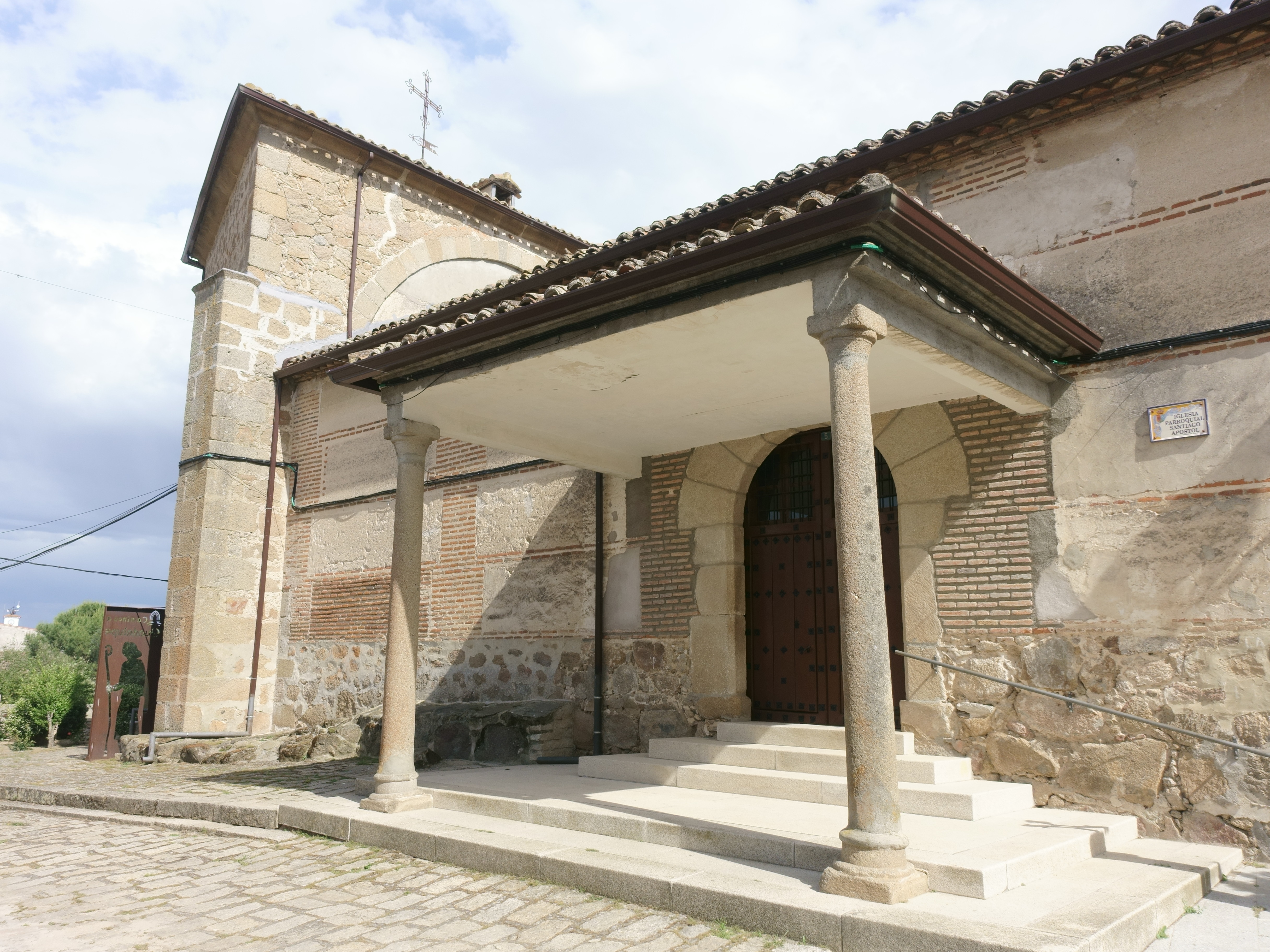
Jakobuskirche
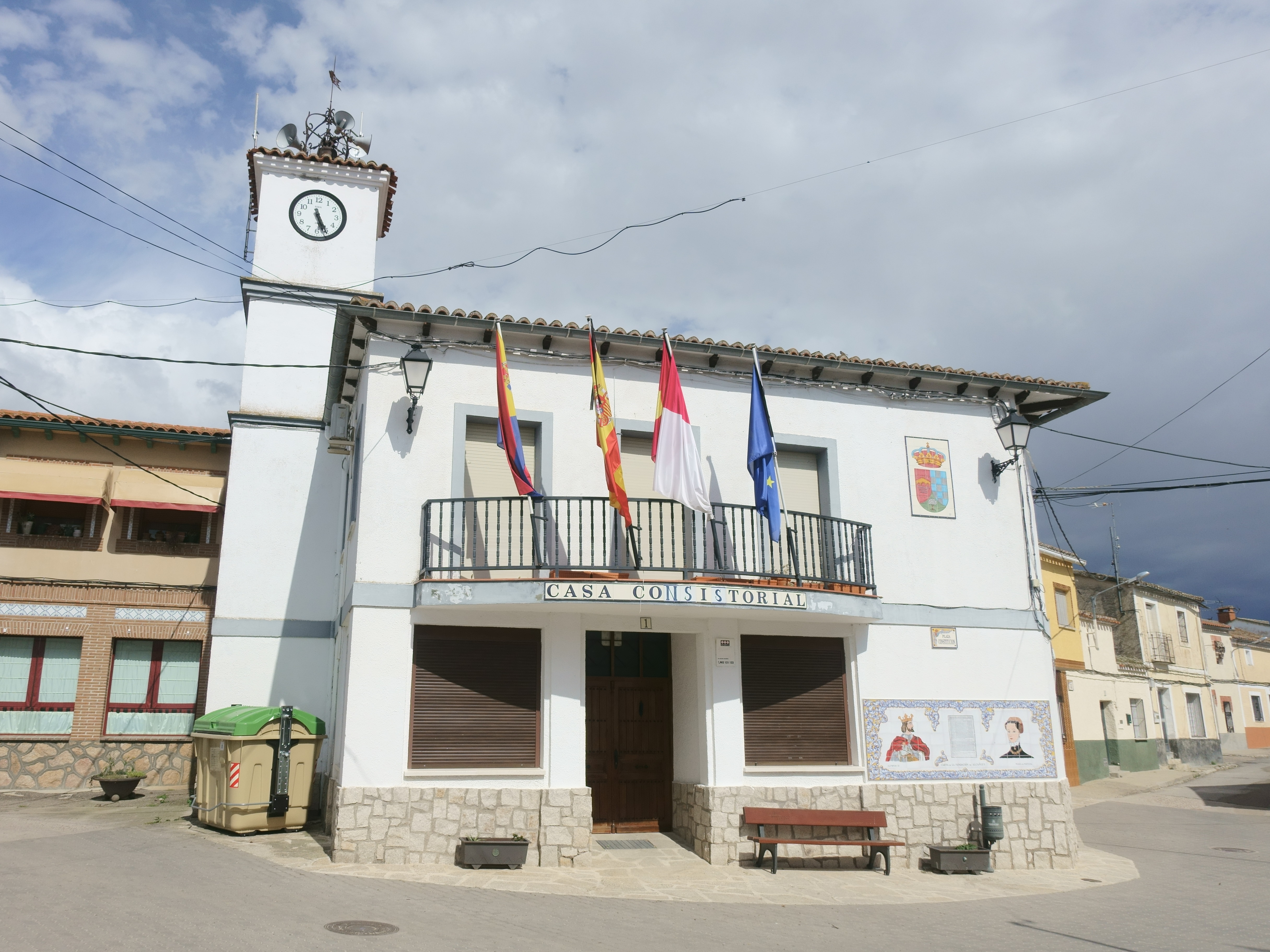
Rathaus